# Grâces, Côtes-d'Armor
Grâces är en kommun i departementet Côtes-d'Armor i regionen Bretagne i nordvästra Frankrike. Kommunen ligger i kantonen Guingamp som tillhör arrondissementet Guingamp. År 2022 hade Grâces 2 588 invånare.

## Befolkningsutveckling
Antalet invånare i kommunen Grâces
Referens:INSEE